# Бахмутська сільська рада (Росія)
Бахму́тська сільська рада (рос. Бахмутский сельский совет) — муніципальне утворення у складі Куюргазинського району Башкортостану, Росія. Адміністративний центр — село Бахмут.

## Населення
Населення — 1023 особи (2019, 1213 в 2010, 1308 в 2002).

## Склад
До складу поселення входять такі населені пункти:
| Населений пункт          | Населення, осіб (2002) | Населення, осіб (2010) |
| ------------------------ | ---------------------- | ---------------------- |
| Бахмут, село             | 603                    | 618                    |
| Горний Ключ, присілок    | 143                    | 113                    |
| Красний Восток, присілок | 85                     | 66                     |
| Покровка, село           | 165                    | 169                    |
| Ямансарово, село         | 294                    | 232                    |
| Янгі-Аул, хутір          | 18                     | 15                     |